# Francisco Javier Mulero Villena
Francisco Javier Mulero Villena (Barcelona, 17 d'agost de 1966) és un exfutbolista català, que jugava com a defensa.
Comença a destacar al filial del FC Barcelona, tot i que no arriba a debutar al primer equip. La temporada 90/91 juga amb el Real Burgos a la màxima categoria, tot sumant fins a 36 partits. A l'any següent recala al RCD Mallorca. Al conjunt illenc baixa a Segona Divisió eixa temporada. Roman dos anys a la categoria d'argent amb els mallorquins, sent fix a l'onze inicial.
L'estiu de 1994 retorna a Primera al fitxar per la SD Compostela. Villena militarà sis anys al conjunt gallec, tant en la màxima divisió com a Segona. Combina temporades de titular amb altres que amb prou feines apareix en el camp. Destaca especialment la temporada 95/96, en la qual disputa 39 partits.
Posteriorment, ha militat en altres equips com el Gimnàstic de Tarragona.